# سیستم تی‌آرایکس
سیستم تی‌آرایکس (انگلیسی: Total Body Resistance Exercise - به اختصار TRX)  که از سال ۱۹۹۰ به جهان معرفی شده، ورزشی رو به رشد است. در TRX افراد با استفاده از بندهای مخصوص تی.آر.ایکسِ متصل به سقف یا دیوار‌، تمریناتی بر پایهٔ وزن بدن و گاهی تعادل اجرا می‌کنند. از نکات مثبت در این سیستم تمرینی؛ بهبود قدرت عضلانی، تقویت عضلات کور و کم کار و  فایدهٔ آن برای عضلات کمر است. 
بند TRX با کش‌های ورزشی تفاوت دارد. کش‌ها با خاصیت کشسانی،  عامل تقویت عضلات را به‌وجود می‌آورند اما طناب در تی.آر.ایکس خاصیت کشسانی ندارد و تمرینات با وزن بدن فرد انجام می‌شوند که مهم‌ترین اصل در این ورزش است. تمرینات بر پایهٔ وزن در TRX باعث می‌شوند تا بدن در شرایط مصرف انرژی بیشتری در مقایسه با بسیاری از رشته‌های ورزشی دیگر قرار گیرد.
TRX علاوه بر افزایش میزان انرژی مصرفی؛ باعث قرارگیری فرد در شرایط مناسب عضلانی، تعادلی و فیزیکی می‌شود.
این سیستم تمرینی به صورت مستقل نمی‌تواند به‌عنوان شیوه‌ای برای بدنسازی مد نظر باشد و در علم فیزیولوژی ورزشی این رشته وابسته به سایر رشته‌ها و سیستم‌های بدنسازی است. تمرینات TRX به صورت معلق و بر اساس وزن بدن صورت می‌گیرد، در نتیجه دانش مربی در شناخت آناتومی حرکت، مفاصل، تاندون‌ها و اشراف بر روی عضلات ضروری است. افراد با اهداف :چربی‌سوزی، تناسب‌اندام، آمادگی‌های نظامی، آتش‌نشانی، ژیمناستیک و… تمرینات TRX را انجام می‌دهند و طراحی برنامه تمرینی برای هر یک از این اهداف، متفاوت می‌باشد.
تمرینات تی.آر.ایکس به هیچ‌عنوان تجربی نبوده و عدم دانش مربی می‌تواند سبب مصدومیت، یأس و نومیدی افراد شود. حداقل پیش نیاز برای یک مربی در این رشته گذراندن دوره کارشناسی یا کاردانی دَر یکی از رشته‌های علوم ورزشی می‌باشد. در نتیجه گذراندن دوره‌ی تئوری این ورزش برای مربی‌گری کافی نیست.